# Вылва
Вылва (рум. Vâlva) — в румынской мифологии женский дух, бродящий ночью по вершинам холмов. Вылвы могут быть как добрыми (vâlve albe, белые), так и злыми (vâlve negre, чёрные).
Вылвы бывают следующих видов:
- Вылва воды (Vâlva Apei) — защитница водных источников и фонтанов.
- Вылва еды (Vâlva Bucatelor) — защитница бедных и урожая.
- Вылва руды (Vâlva Băilor) — защитница шахт; когда она покидает копь, считается, что руда заканчивается.
- Вылва денег (Vâlva Banilor) — защитница денег.
- Вылва сокровищ (Vâlva Comorilor) — защитница сокровищ, которая также может указать место, где зарыт клад.
- Вылва леса/кодр (Vâlva Pădurii) — то же, что и Мума Пэдурий.
- Вылва чумы (Vâlva Ciumei) — управляет чумой и другими болезнями.
- Вылва дней (Vâlva Zilelor) — защитница для каждого дня недели.
- Вылва крепостей (Vâlva Cetătilor) — защитница древних руин.

Вылвы могут принимать разный облик. Часто они выглядят как женщины, иногда просто как тени или чёрные кошки. Вылвы могут защищать село от бури, града, урагана.